# Adrados
Adrados település Spanyolországban, Segovia tartományban. Adrados Perosillo, Cozuelos de Fuentidueña, Torrecilla del Pinar és Hontalbilla községekkel határos. Lakosainak száma 123 fő (2024).

## Népesség
A település népessége az elmúlt években az alábbi módon változott:
| Lakosok száma | 205  | 183  | 196  | 168  | 170  | 156  | 138  | 126  | 120  | 123  |
|               | 2001 | 2004 | 2007 | 2009 | 2012 | 2014 | 2017 | 2019 | 2022 | 2024 |